# Independência de Taiwan

Bandeira independentista de Taiwan.

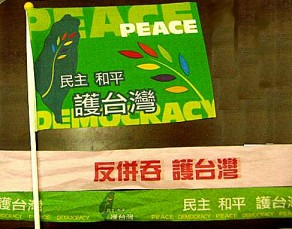
Bandeira da manifestação de 26 de março de 2005 em Taipei contra a Lei Antissecessão Chinesa. A manifestação foi realizada por partidários da independência formal de Taiwan, que se identificam com a cor verde.

Independência de Taiwan é um movimento político ou sociopolítico cujo principal objetivo é a eliminação dos vínculos entre a República Popular da China e a República da China e a criação de um Estado independente e soberano na ilha de Taiwan, sob o nome de "República de Taiwan".
Antes de 1895, Taiwan e a China continental eram governados pela Dinastia Qing. Após a Primeira Guerra Sino-Japonesa, Taiwan foi parte do Império do Japão por 50 anos. No final da II Guerra Mundial, Taiwan foi retomada pela República da China em 1945 junto com a maioria da China continental até 1949. Desde a fuga do Kuomintang, que foi derrotado pelo Partido Comunista da China na China continental, para a ilha de Formosa, o governo da República da China tem controlado apenas Taiwan e as ilhas circundantes.
Este movimento é apoiado pela Coligação Pan-Verde em Taiwan e é oposta pela Coligação Pan-Azul, que é a favor da reunificação com a China continental. Durante os anos 1990 e início de 2000, os apoiantes da independência de Taiwan propuseram a elaboração de uma nova constituição, sem sucesso. Em 2000, as eleições presidenciais foram vencidas por Chen Shui-bian, líder do Partido Democrático Progressista, formado por vários partidos a favor da independência formal de Taiwan. O atual presidente, Lee Teng-hui, foi acusado por seu próprio partido de deslealdade, por apoiar a independência, o que é contra a ideologia do partido. Lee acabaria deixando o Kuomintang e fundando, em 24 de julho de 2001, seu próprio partido, de ideologia fortemente pró-independência, a União Solidária de Taiwan, como parte da Coalizão Pan-Verde.
Em 14 de março de 2005, a República Popular da China aprovou a Lei Antissecessão, que prevê a intervenção militar da República Popular da China em caso de uma declaração formal de independência de Taiwan.
Devido à demanda de soberania sobre Taiwan e repetidas ameaças da República Popular da China, uma declaração formal de independência poderia levar a um confronto militar entre as forças armadas da República da China e o Exército de Libertação Popular, o que poderia levar à intervenção de outros países, como os Estados Unidos e o Japão.